# Морру-Агуду
Морру-Агуду (порт. Morro Agudo)  —  муниципалитет в Бразилии, входит в штат Сан-Паулу. Составная часть мезорегиона Рибейран-Прету. Входит в экономико-статистический микрорегион Сан-Жоакин-да-Барра. Население составляет 28 514 человека на 2006 год. Занимает площадь 1 388,127 км². Плотность населения — 20,6 чел./км².
Праздник города —  6 января.

## История
Город основан в 1860 году.

## Статистика
- Валовой внутренний продукт на 2003 составляет 623.260.066,00 реалов (данные: Бразильский институт географии и статистики).
- Валовой внутренний продукт на душу населения на 2003 составляет 22.999,38 реалов (данные: Бразильский институт географии и статистики).
- Индекс развития человеческого потенциала на 2000 составляет 0,767 (данные: Программа развития ООН).